# Нюш
Нюш — река в России, течёт по территории Удорского района Республики Коми. Правый приток реки Вашка.
Длина реки составляет 16 км.
Генеральным направлением течения является северо-запад. Впадает в Вашку на высоте 90 м над уровнем моря.
Притоки (км от устья):
- 4 км: река без названия (лв)[4].

## Данные водного реестра
По данным государственного водного реестра России относится к Двинско-Печорскому бассейновому округу, водохозяйственный участок реки — Мезень от истока до водомерного поста у деревни Малонисогорская. Речной бассейн реки — Мезень.
Код объекта в государственном водном реестре — 03030000112103000046545.